# Колян Олексій Михайлович
Олексі́й Миха́йлович Колян — солдат Збройних сил України.

## Бойовий шлях
Механік танка, 51-ша бригада.
23 липня 2014 року комбриг Пивоваренко Павло Васильович на окраїні Сєвєродонецька віддав наказ командиру БТРа Павлові Плужнику увійти до Лисичанська та зайняти оборону. На підтримку рушили танк Макарова та БМП із десантним розрахунком підполковника Василя Спасьонова, бійці Нацгвардії. У танку, в складі екіпажу якого, крім Макарова, були механік Олексій Колян та навідник-оператор Юрій Боштан, було лише 3 кумулятивні снаряди, за 10 хвилин встигли з іншого танка перебрати ще 15 набоїв. Танк, БМП та 30 піхотинців почали входити до міста. БМП пошкодило мінометним обстрілом, танкісти цього не побачили та рушили вглиб Лисичанська.
У ході міського бою танкісти знищили ворожий БРДМ та 5 терористів. У ході бою знищено 4 мінометні розрахунки та снайпера — загалом до 40 терористів. Завершивши бій, танкісти повернулися до БМП, там лежали поранений командир із Нацгвардії, два вбиті гвардійці, підполковник Спасьонов ховався обабіч дороги від пострілів ворожого кулемета. Надалі в бою важко поранений Богдан Макаров, тіло Спасьонова Василя Володимировича знайшли через тиждень.

## Нагороди
21 жовтня 2014 року — за особисту мужність і героїзм, виявлені у захисті державного суверенітету та територіальної цілісності України, вірність військовій присязі під час російсько-української війни, відзначений — нагороджений орденом «За мужність» III ступеня.